# Иглесиас, Фадрике
Фадрике Игнасио Иглесиас Мендисабаль (исп. Fadrique Ignacio Iglesias Mendizábal; род. 12 октября 1980, Кочабамба) — боливийский легкоатлет, специалист по бегу на средние дистанции. Выступал на профессиональном уровне в 1999—2008 годах, обладатель двух бронзовых медалей Боливарианских игр, серебряный призёр иберо-американского чемпионата, чемпион Боливии, действующий рекордсмен страны в беге на 800 метров на открытом стадионе и в беге на 1500 метров в помещении, участник двух летних Олимпийских игр.

## Биография
Фадрике Иглесиас родился 12 октября 1980 года в Кочабамбе, Боливия.
Впервые заявил о себе в лёгкой атлетике на международном уровне в сезоне 1999 года, когда вошёл в состав боливийской сборной и выступил на юниорском южноамериканском первенстве в Консепсьоне, где в зачёте бега на 1500 метров закрыл десятку сильнейших.
В 2001 году в беге на 800 метров стал седьмым на чемпионате Южной Америки в Манаусе, выиграл бронзовую медаль на Боливарианских играх в Амбато.
В 2002 году на чемпионате Боливии в Сукре одержал победу в дисциплинах 800 и 1500 метров.
В 2003 году бежал 800 метров на чемпионате мира в помещении в Бирмингеме, участвовал в южноамериканском чемпионате в Баркисимето.
На иберо-американском чемпионате 2004 года в Уэльве остановился в полуфинале дисциплины 800 метров и занял девятое место в дисциплине 1500 метров. Благодаря череде успешных выступлений удостоился права защищать честь страны на летних Олимпийских играх в Афинах — здесь в программе 800 метров не смог преодолеть предварительный квалификационный этап.
В 2005 году в 800-метровом беге финишировал четвёртым на чемпионате Южной Америки в Кали, стартовал на чемпионате мира в Хельсинки, завоевал бронзовую награду на Боливарианских играх в Армении.
В 2006 году среди прочего стартовал на чемпионате мира в помещении в Москве. На иберо-американском чемпионате в Понсе стал серебряным призёром, установив при этом ныне действующий рекорд Боливии в беге на 800 метров на открытом стадионе — 1:48.16.
В 2007 году на зимнем клубном чемпионате Испании в Валенсии установил ныне действующий национальный рекорд в беге на 1500 метров в помещении — 3:55.50. Помимо этого, стал шестым на чемпионате Южной Америки в Сан-Паулу, выступил на Панамериканских играх в Рио-де-Жанейро и на чемпионате мира в Осаке.
В 2008 году соревновался на чемпионате мира в помещении в Валенсии, на иберо-американском чемпионате в Икике. Принимал участие в Олимпийских играх в Пекине — в рамках предварительного квалификационного забега 800 метров показал время 1:50.57, чего оказалось недостаточно для выхода в полуфинальную стадию. Являлся знаменосцем боливийской делегации на церемонии закрытия Игр. По окончании пекинской Олимпиады завершил спортивную карьеру.